# Wakkerendijk 96-98
Wakkerendijk 96-98 is een rijksmonument aan de Wakkerendijk in Eemnes in de provincie Utrecht.
De woning werd bewoond door arbeiders van de boerderij "Landlust" aan de Wakkerendijk 90. Meestal woonden er twee huishoudens. 
De woning met zadeldak is met riet gedekt. De vensters hebben een kleine roedenverdeling, en zijn voor wat het beneden gedeelte betreft met luiken voorzien.
Langs de randen van de gevels zijn vlechtingen gemetseld. Onder de vensters bevinden zich kelderlichten ter hoogte van de gecementeerde plint.